# Данські імена
Данські імена — імена притаманні данцям, традиційні особові імена народу Данії. Особове ім'я передує прізвищу, найпоширеніші данські прізвища закінчуються на -sen; наприклад, Rasmussen (означає «син Расмуса»).
Переважна більшість данських імен має німецьке або біблійне походження, але є й чимало споконвічно північноєвропейських імен. Серед представників правлячої династії імена спадкоємців обиралися особливо ретельно. Майбутнім правителям ніколи не давалися християнські імена, часто діти конунгів іменувалися на честь їх язичницьких предків.